# De gammeltestamentlige Pseudepigrafer
De gammeltestamentlige Pseudoepigrafer er jødiske skrifter med falsk forfatternavn (pseudonym) der ofte udgiver sig for at have gammeltestamentlig skikkelse som forfattere. 'Pseudoepigraf' (gr. pseudo-, falsk + epigraf, indskrift, påskrift), d.s.s. 'pseudepigraf'.
Skriftgruppen skiller sig ud fra de gammeltestamentlige apokryfiske skrifter, som jo findes i mange bibeler, bl.a. i Septuaginta og i den Katolske og Ortodokse Bibel. 

## Liste over pseudoepigrafer
Listen over pseudoepigrafiske skrifter, der findes bevaret i større eller mindre omfang med de væsentligste først.
- Fjerde Ezras Bog
- Første Enoksbog
- Jubilæerbogen
- Esajas' Martyrium
- Moses' Himmelfart
- Tredje Esdrasbog
- Sibyllinkse Orakler
- Aristeas
- Adam og Evas Liv
- Salomos Salmer
- Tredje Makkabæerbog
- Fjerde Makkabæerbog
- Den Græske Baruksapokalypse
- De Tolv Patriarkers Testamenter
- Anden Enoksbog
- Den Syriske Baruksapokalypse
- Pseudo-Filon: Om den bibelske fortid
- Resten af Baruks ord
- Profeternes Liv
- Josef og Asenat
- Abrahams Testamente
- Jobs Testamente
- Abrahams Apokalypse